# チューラワンサ
チューラワンサ（パーリ語: Cūḷavaṃsa、「小さな年代記」を意味し、『小史』と訳される）は、シンハラ人仏僧によって編集された4世紀から1815年までのスリランカの君主についての記録。　6世紀に僧マハーナーマによって記述された『マハーワンサ (Mahāvaṃsa)』に続く年代記である。

## 構成
『チューラワンサ』は全体が同時に書かれたわけではなく、異なる時代に異なる作者によって書きつがれた作品である。
- 第1部 - 4世紀のガウタマ・シッダールタの遺物（歯）のスリランカへの到来から、12世紀のパラークラマバーフ王（英語版）の時代まで。
- 第2部 - 1815年、イギリス領セイロンの成立まで。

1930年、ヴィルヘルム・ガイガー によってドイツ語に翻訳、後に Mabel Haynes Bode によって英語に翻訳された。